# Chaah
Chaah (en malayo: Cha'ah) es una localidad de Malasia, en el estado de Johor.
Se encuentra a 22 m sobre el nivel del mar. 

## Demografía
Según estimación 2010 contaba con 12643 habitantes.